# Edmund Kolbe
Edmund Kolbe (* 25. April 1898 in Hildesheim; † 12. August 1983 in Clausthal-Zellerfeld) war ein Maler und ist insbesondere durch seine Bilder des Harzes bekannt.
Edmund Kolbe gehörte während seiner Jugendzeit der kaiserlichen Marine an und nahm auf dem Schiff Kaiser am Ersten Weltkrieg teil. Er wurde schwerkriegsbeschädigt. Nach Kriegsende ließ er sich zum Lehrer ausbilden und unterrichtete bis 1935 an der Volksschule in Clausthal. Diese Tätigkeit musste er aus gesundheitlichen Gründen aufgeben. Nach seinem Ausscheiden aus dem aktiven Arbeitsleben betätigte er sich über einen Zeitraum von mehr als 40 Jahren bis zu seinem Tod im Jahr 1983 als Kunstmaler. Viele seiner Aquarelle und Ölbilder zeigen Motive aus dem Harz, wie beispielsweise den Bau der Okertalsperre, darüber hinaus malte Kolbe aber auch Szenen aus Schleswig-Holstein, dem Schwarzwald und der Schweiz.
Einige seiner Werke wurden im Buch Der Harz – gesehen von Malern von Siegfried und Ursula Gehrecke veröffentlicht.